# كأس الجامعة التونسية للكرة الطائرة للسيدات 2022–23
كأس الجامعة التونسية للكرة الطائرة للسيدات 2022–23 هو الموسم رقم 2 من كأس الجامعة التونسية للكرة الطائرة للسيدات، وتشرف على تنظيمها الجامعة التونسية للكرة الطائرة.
فاز بهذا الموسم الاتحاد الرياضي القرطاجني.

## روابط خارجية
- الموقع الرسمي للجامعة التونسية للكرة الطائرة.